# Llanos y Complejo Lagunar de la Albuera
Llanos y Complejo Lagunar de la Albuera este o arie protejată (arie de protecție specială avifaunistică — SPA) din Spania întinsă pe o suprafață de 36.462,7 ha, integral pe uscat.

## Localizare
Centrul sitului Llanos y Complejo Lagunar de la Albuera este situat la coordonatele 38°42′22″N 6°45′07″W / 38.7061°N 6.7519°V.

## Înființare
Situl Llanos y Complejo Lagunar de la Albuera a fost declarat arie de protecție specială avifaunistică în decembrie 2004 pentru a proteja 3 specii de plante și 108 specii de animale.

## Biodiversitate
Situată în ecoregiunea mediteraneană, aria protejată conține 10 habitate naturale: Tufărișuri termo-mediteraneene și de pre-deșert, Stepe sărăturate mediteraneene (Limonietalia), Galerii de Salix alba și de Populus alba, Dehesas cu Quercus spp. perene, Iazuri temporare mediteraneene, Pante stâncoase silicioase cu vegetație casmofită, Galerii și tufărișuri riverane sudice (Nerio-Tamaricetea și Securinegion tinctoriae), Pseudostepă cu ierburi și specii anuale de Thero-Brachypodietea, Păduri de Quercus ilex și Quercus rotundifolia, Pajiști umede mediteraneene cu ierburi înalte de Molinio-Holoschoenion.
La baza desemnării sitului se află mai multe specii protejate:
- plante (3): Marsilea batardae, Marsilea strigosa, Narcissus fernandesii
- păsări (98): fluierar de munte (Actitis hypoleucos), ciocârlie-de-câmp (Alauda arvensis), pescăruș albastru (Alcedo atthis), rață sulițar (Anas acuta), rață lingurar (Anas clypeata), rață pitică (Anas crecca), rață fluierătoare (Anas penelope), rață mare (Anas platyrhynchos), rață cârâitoare (Anas querquedula), rață pestriță (Anas strepera), gâscă cenușie (Anser anser), fâsă-de-câmp (Anthus campestris), fâsă de luncă (Anthus pratensis), stârc cenușiu (Ardea cinerea), stârc galben (Ardeola ralloides), ciuf de câmp (Asio flammeus), rață-cu-cap-castaniu (Aythya ferina), buhai de baltă (Botaurus stellaris), Bubulcus ibis, pasărea ogorului (Burhinus oedicnemus), ciocârlie-cu-degete-scurte (Calandrella brachydactyla), Calidris alba, fugaci de țărm (Calidris alpina), Calidris canutus, fugaci roșcat (Calidris ferruginea), fugaci mic (Calidris minuta), fugaci pitic (Calidris temminckii), Caprimulgus ruficollis,  prundaș gulerat mic (Charadrius dubius), prundaș gulerat mare (Charadrius hiaticula), chirighiță-cu-obraz-alb (Chlidonias hybridus), chirighiță neagră (Chlidonias niger), barză albă (Ciconia ciconia), barză neagră (Ciconia nigra), șerpar (Circaetus gallicus), erete de stuf (Circus aeruginosus), erete vânăt (Circus cyaneus), erete cenușiu (Circus pygargus), Clamator glandarius, cuc (Cuculus canorus), egretă albă (Egretta alba), egretă mică (Egretta garzetta), Elanus caeruleus, șoim de iarnă (Falco columbarius), Falco naumanni, șoim călător (Falco peregrinus), muscar negru (Ficedula hypoleuca), lișiță (Fulica atra), Fulica cristata, becațină comună (Gallinago gallinago), găinușă de baltă (Gallinula chloropus), pescăriță râzătoare (Gelochelidon nilotica), ciovlica roșcată (Glareola pratincola), cocor (Grus grus), acvilă pitică (Hieraaetus pennatus), piciorong (Himantopus himantopus), rândunică roșcată (Hirundo daurica), rândunică (Hirundo rustica), pescăruș negricios (Larus fuscus), pescăruș mic (Larus minutus), pescăruș râzător (Larus ridibundus), sitar de mâl (Limosa limosa), ciocârlie de pădure (Lullula arborea), ciocârlie de bărăgan (Melanocorypha calandra), prigoare (Merops apiaster), gaia neagră (Milvus migrans), gaia roșie (Milvus milvus), rață cu ciuf (Netta rufina), culic mare (Numenius arquata), stârc de noapte (Nycticorax nycticorax), pietrar sur (Oenanthe oenanthe), dropie (Otis tarda), Oxyura leucocephala, cormoran mare (Phalacrocorax carbo), bătăuș (Philomachus pugnax), flamingo roz (Phoenicopterus roseus), pitulice de munte (Phylloscopus collybita), pitulice-fluierătoare (Phylloscopus trochilus), lopătar (Platalea leucorodia), țigănuș (Plegadis falcinellus), ploier auriu (Pluvialis apricaria), ploier argintiu (Pluvialis squatarola), corcodel mare (Podiceps cristatus), corcodel-cu-gât-negru (Podiceps nigricollis), Pterocles alchata, Pterocles orientalis, ciocântors (Recurvirostra avosetta), chiră mică (Sterna albifrons), silvie de tufiș (Sylvia undata), corcodel mic (Tachybaptus ruficollis), spârcaci (Tetrax tetrax), fluierar negru (Tringa erythropus), fluierar de mlaștină (Tringa glareola), fluierar cu picioare verzi (Tringa nebularia), fluierarul de zăvoi (Tringa ochropus), fluierarul cu picioare roșii (Tringa totanus), pupăză (Upupa epops), nagâț (Vanellus vanellus)
- amfibieni (1): Discoglossus galganoi
- mamifere (1): vidră de râu (Lutra lutra)
- nevertebrate (2): Apteromantis aptera, fluturele auriu (Euphydryas aurinia)
- pești (5): Cobitis paludica, Luciobarbus comizo, Pseudochondrostoma willkommii, Rutilus alburnoides, Rutilus lemmingii
- reptile (1): Mauremys leprosa

Pe lângă speciile protejate, pe teritoriul sitului au mai fost identificate 15 specii de plante, 8 specii de păsări, 7 specii de amfibieni, 3 specii de mamifere, 2 specii de nevertebrate, 7 specii de reptile.